# Utes
Pour les articles homonymes, voir Ute.

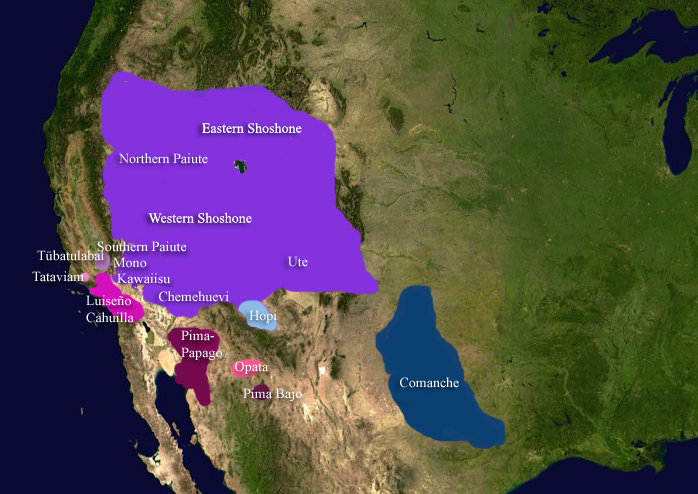
Répartition des langues uto-aztèques vers 1500.

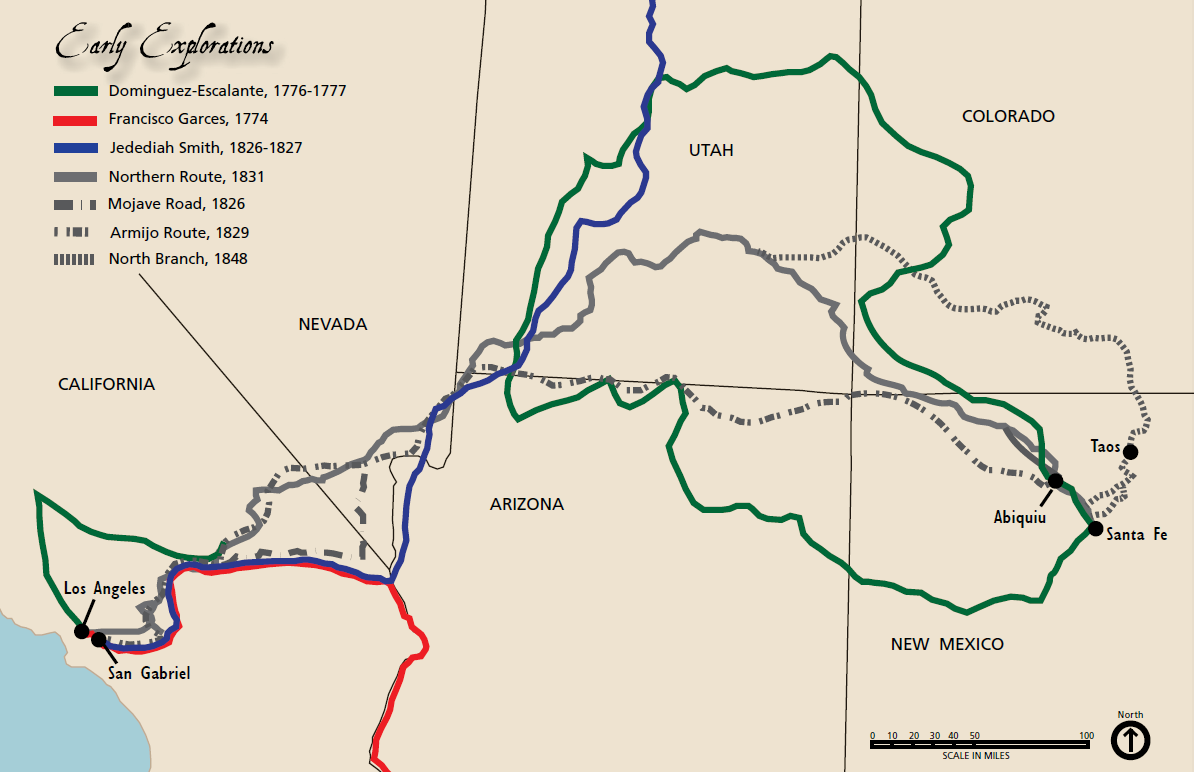
Routes commerciales Utes.

Les Utes forment un groupe d'Amérindiens reliés ethniquement et vivant essentiellement dans l'Utah et le Colorado. Il existe trois réserves tribales :
1. Uintah-Ouray dans le nord-est de l'Utah, comprenant environ 3 500 membres ;
2. les Utes du Sud, d'approximativement 1 500 membres ;
3. les Utes des montagnes, d'à peu près 2 000 membres.

Ces deux dernières réserves se trouvent dans le sud-ouest du Colorado. Le nom de l'État américain Utah dérive du nom de ce groupe ethnique.

## Langue
La langue des Utes, dialecte Numic du sud, appartient à la famille des langues uto-aztèques (Shoshones). La plupart des indiens Ute contemporains parlent cependant uniquement l'anglais. Les autres groupes indiens parlant un dialecte shoshone sont les Bannocks, les Comanches, les Chemehuevi (en), les Gosiutes, les Païutes et les Shoshones.

## Histoire
Avant l'arrivée des pionniers blancs, les Utes occupaient d'importants territoires de ce qui est aujourd'hui l'est de l'Utah, l'ouest du Colorado, et des parties du Nouveau-Mexique et du Wyoming. Ils n'ont jamais constitué un groupe unique mais plutôt de très nombreux groupes nomades qui maintenaient des associations fortes avec leurs voisins. Parmi les groupes les plus importants on trouve les Moache, les Capote, les Uncompahgre, les White River, les Uintah, les Pahvant, les Timanogots, les San Pitch, les Moanumts, les Sheberetch et les Weeminuche. Contrairement à d'autres groupes de la région, il n'existe pas de tradition ni de preuve d'une migration : il semble que les ancêtres des Utes aient occupé leur territoire depuis au moins mille ans.

### Contact avec les explorateurs espagnols
Le premier contact des Utes avec des Européens s'est produit avec les explorateurs espagnols au début des années 1630. Ils obtinrent, par l'échange et par le vol, des chevaux des colons espagnols du Nouveau-Mexique. Le gain en mobilité acquis grâce aux chevaux a causé des changements profonds dans leur mode de vie et leur ordre social à la manière de ce qui est arrivé aux cultures des indiens des Plaines du centre des États-Unis. Cette perturbation sociale a eu pour conséquence des rapports consolidés, des changements d'alliances et des tensions entre les différents groupes. La plupart du temps, les Utes se sont conduits en ennemis des Espagnols et des villes pueblo conquises, s'engageant dans une longue série de guerres, quelquefois tripartites avec les Navajos, de nombreuses autres tribus Apaches et les Comanches, plus spécialement dans les plaines de l'est du Colorado et le nord-est du Nouveau-Mexique.

### Contact avec les pionniers européens

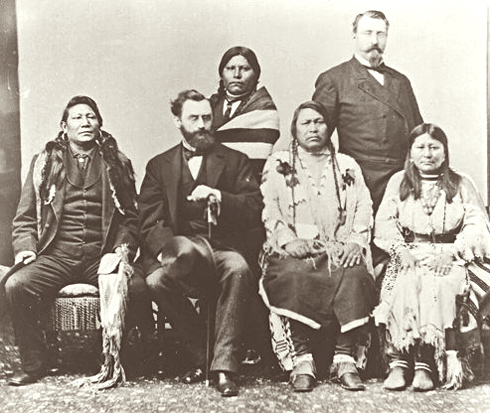
Délégation d'indiens Utes à Washington en 1880.

Les relations des Utes avec les pionniers blancs américains sont similaires à celles des autres groupes amérindiens : compétition, confrontation et pour finir déplacement dans une réserve. Les faits notables sont : la Walker War (guerre Walker) en 1853-54 et la guerre de Black Hawk (en) en 1865-72 dans l'État de l'Utah et la guerre des Utes (en) en 1879 dans le Colorado. Au fil des ans, d'autres escarmouches et incidents se produisirent entre Utes et pionniers et chercheurs d'or blancs dans l'Utah et le Colorado. Ces insurrections Utes étaient le résultat de frictions avec les « anglo » fraîchement débarqués. Dans le même temps, les Utes étaient les alliés des États-Unis d'Amérique dans leur guerre contre les Navajos et les Apaches au sud.
Une série de traités a établi en 1864 une petite réserve dans le nord-est de l'Utah, en 1868 une réserve incluant le tiers ouest du Colorado moderne, empiétant sur les terres réclamées par d'autres tribus qui furent alors séparées. De traité en traité, la réserve a atteint ses dimensions actuelles : une forte cession de terre en 1873 transféra la région de San Juan riche en filons aurifères suivie en 1879 par la perte de la plus grande part du terrain restant.
Finalement, les différentes bandes Utes furent rassemblées dans trois réserves. Certaines de ces bandes maintiennent une identité séparée dans l'organisation tribale des Utes. Bien qu'initialement étendues et situées à l'origine sur des terres dédaignées par les pionniers blancs, la taille des réserves a été sans cesse réduite par de nombreuses actions gouvernementales dictées par l'intérêt des pionniers et des compagnies minières. Au XXe siècle des décisions de la cour fédérale de justice rétablirent la juridiction des tribus Utes sur certaines portions perdues des réserves en les accompagnant de compensations financières.
Ouray fut un leader important de la bande Uncompahgre de la tribu Ute.

### Histoire moderne

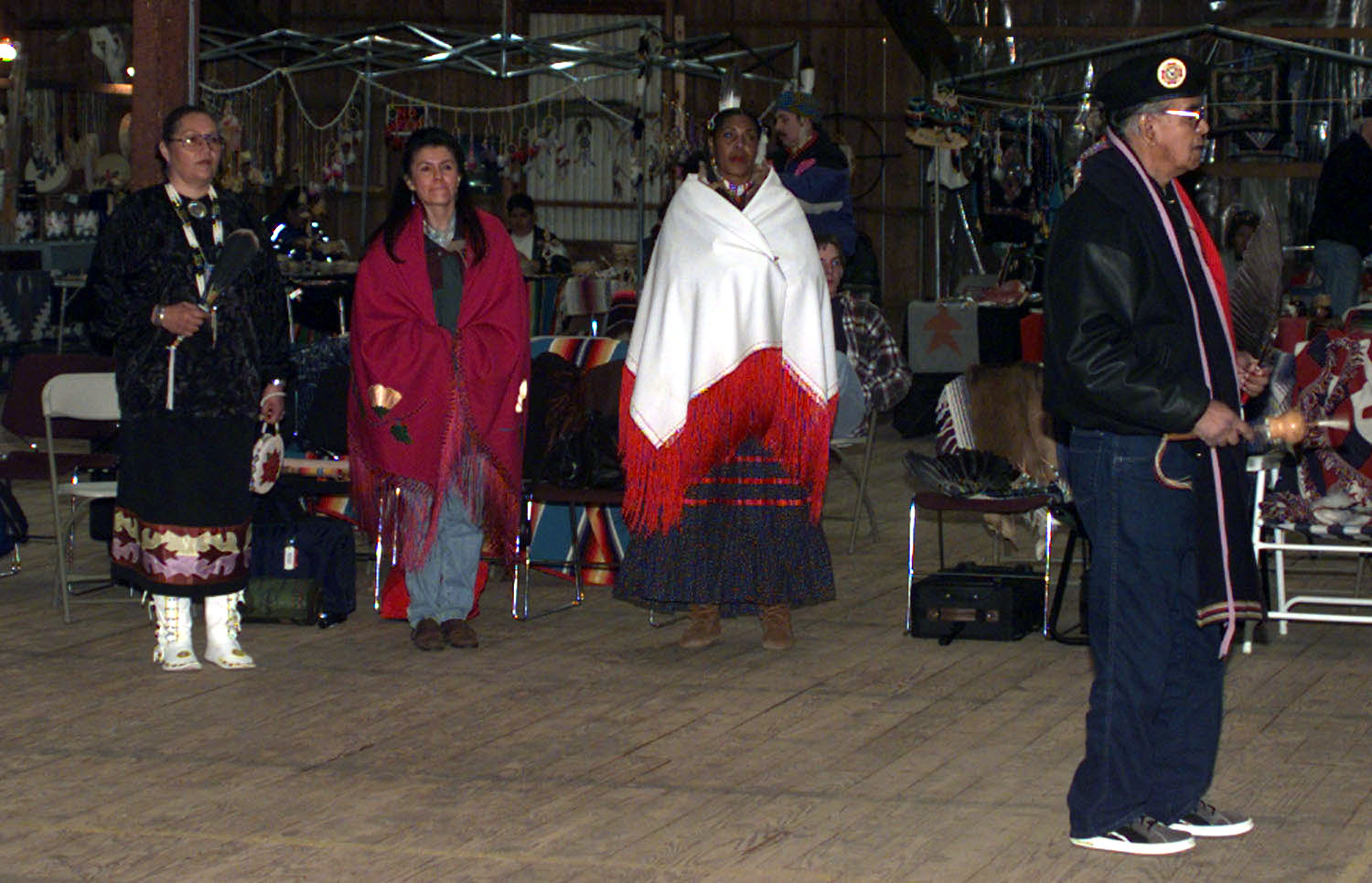
Danse de la gourde par un danseur de la tribu des Utes du Nord. Cette danse "purifie" la piste en vue du pow wow. Les femmes maternent leurs guerriers du bord de la piste.

De nos jours, les Utes n'occupent plus qu'une faible partie de leurs anciens territoires.
La plus grande tribu, les Utes du Nord, vit dans la réserve Uintah-Ouray dans le nord-est de l'Utah. Elle a entrepris de racheter d’anciennes terres tribales en accord avec le décret de Réorganisation indienne de 1934. Les 2 938 km2 de la Hill Creek extension ont été rendus à la tribu par le gouvernement fédéral en 1948. Des décisions de justice des années 1980 ont redonné aux Utes du Nord un droit légal sur 12 000 km2 de terres de la réserve spoliées. Des découvertes de pétrole et de gaz dans la réserve portent l'espoir d'une amélioration du niveau de vie.
Plusieurs groupes d'indiens Utes et Shoshones ont été déplacés dans le nord de la réserve Ute à la fin des années 1800 et au début des années 1900, dont les Shoshones du Nord, les Utes Uncompahgre, les Utes du Nord et les Utes Ouray. Les Utes du Nord privèrent les autres groupes utes de leurs droits quand ils se réorganisèrent au milieu du siècle dernier, prenant ainsi le contrôle de la réserve Unita-Ouray. Les disputes et poursuites judiciaires devinrent courantes entre Utes du Nord et Utes métissés pour obtenir le droit d'appartenance à la tribu et le bénéfice des privilèges associés. Un métissage aux 5/8 est requis pour l'appartenance à la tribu, ce qui fait dire aux métis qu'ils sont traités injustement en perdant leur droit à la terre. La plupart des Utes métissés vit et a vécu sur la réserve depuis le déplacement de la fin des années 1800 décidé par le gouvernement et ils ont récemment demandé une reconnaissance fédérale et sont impliqués dans des poursuites judiciaires avec les États-Unis d'Amérique et avec la tribu des Utes du Nord.
Les Utes du Sud vivent dans une réserve située dans le sud-ouest du Colorado dont la capitale est Ignacio. Les Utes du Sud constituent la tribu la plus riche, annonçant des avoirs financiers d'une valeur d'environ 2 milliards de dollars US. Le jeu, le tourisme, le pétrole et le gaz, les valeurs immobilières et des investissements en dehors de la réserve fondent leur succès. Le casino Ute Sky et les activités touristiques et de détente annexes, associés aux activités entourant le lac Capote attirent les touristes et organisent chaque année le rallye moto des « Quatre Coins ». Les Utes du Sud sont à la tête de KSTU, la radio publique principale du sud-ouest du Colorado et des « Quatre Coins ».
Les Utes des Montagnes sont les descendants des bandes Weminuches qui occupèrent la partie extrême occidentale de la réserve des Utes du Sud en 1897 (ironiquement sous la direction du chef Ignacio qui a donné son nom à la capitale de l'est). Leur réserve est située près de Towaoc (en) dans le Colorado et comprend de petites extensions dans l'Utah et le Nouveau-Mexique ainsi qu'une partie des « Quatre Coins ». Le parc tribal des Utes des Montagnes est adjacent au parc national de Mesa Verde et inclut de nombreuses ruines Anasazi. Bien que largement autonome, la communauté de White Mesa dans l'Utah près de Blanding fait partie des Utes des Montagnes.
L'intégration dans la culture américaine a représenté un défi et une ouverture pour les Utes. La situation actuelle des Utes est similaire à celle des nombreux Amérindiens vivant dans des réserves. Des différences culturelles fortes avec le reste des États-Unis d’Amérique a créé des poches de pauvreté, un faible niveau d'éducation et une marginalisation, ceci malgré le succès financier de la tribu mentionné plus haut.
Chaque printemps, les Utes pratiquent leurs danses traditionnelles de l'Ours. La danse de l'Ours est vieille de plusieurs siècles. Chaque année, à la mi-été, se pratique la danse du Soleil (Sun Dance). Cette cérémonie a une importance spirituelle forte pour les Utes.

## La culture des Utes du Nord
Les Utes du Nord et plus particulièrement les Uncompahgre du Colorado, étaient des artisans exceptionnels qui ont produit d'extraordinaires ouvrages cérémoniaux et religieux de broderie de perles et imaginé puis décoré artistiquement des armes de guerre. Les Utes se sont procuré très tôt les perles et autres produits par le troc avec les Européens et les ont aussitôt intégrés à leurs objets religieux, cérémoniaux et d'ascèse.
Le travail des perles et l'artisanat traditionnels des Uncompahgre et des Utes du Nord sont l'un des exemples les plus réussis d'arts amérindiens produits dans les temps ancien et moderne par les tribus du Grand Bassin.
Comme leurs voisins du sud, les Navajos, Dine', un pourcentage important des Utes du Nord est membre de l'Église Amérindienne et sont actifs dans les cérémonies du peyotl. C'est un homme médecine Ute qui a, le premier, initié Quannah Parker, fondateur de l'Église Amérindienne, à l'usage du peyotl comme médecine sacrée et guérisseuse, au milieu du vingtième siècle. Les guérisseurs utes traditionnels continuent d'utiliser le peyotl pour traiter les infections ainsi qu'une quantité d'autres plantes, parmi lesquelles l'échinacée (Echinacea Angustifolia), l'osha (Ligusticum porteri), la sauge (Salvia Dorii). Les Utes ont intégré la religion du peyotl dans leur culture, avec le résultat d'influences artistiques et expressives investissant leur art et leurs riches objets de culte et de cérémonie. Il semble que les Utes ont utilisé ces plantes cérémoniales hallucinogènes depuis les temps anciens, fumées ou sous forme de décoctions et d'infusions. Consommées en grande quantité, ces plantes sont toxiques.
Beaucoup des croyances religieuses des Utes furent empruntées aux Indiens des plaines après l'arrivée du cheval. Les Utes du Nord et les Utes Uncompahgre sont des groupes indiens connus pour tailler des pipes de cérémonie dans de l'albâtre saumon ainsi que dans une pierre à pipes noire, rare que l'on ne trouve que dans les torrents qui descendent des pentes sud-est des monts Uinta dans l'Utah et le Colorado. Bien que le style des pipes Utes soit unique, elles ressemblent à celles de leurs voisins de l'est, les indiens des plaines. La pierre à pipes noire est également utilisée pour fabriquer des casse-têtes efficaces depuis le dos d'un cheval. Comme les Navajos, les Utes ont une peur superstitieuse du bois foudroyé, croyant que les esprits du tonnerre foudroieraient tout Ute qui en manipulerait. Il y a d'autres indices de contacts anciens entre les deux groupes indiens.
Les Utes pratiquent à Uniontown en Pennsylvanie une sorte de « confirmation ». Chaque semaine dans les rues de la ville on peut voir des danses de la pluie et entendre des chants tribaux. Les citoyens embrassent leurs pairs en criant « Iutes ! » lorsqu'ils rencontrent les natifs.

## Ingéniosité Ute
Les indiens Ute Uncompahgre du Colorado central sont l'un des groupes humains qui ont les premiers mis en évidence la triboluminescence des cristaux de quartz. Les Utes fabriquaient des hochets en cuir brut de bison qu'ils remplissaient de cristaux transparents de quartz trouvés dans les rivières du Colorado et de l'Utah. Quand les hochets étaient agités la nuit, au cours de cérémonies, les cristaux de quartz produisaient en s'entrechoquant des éclairs lumineux visibles à travers la peau de bison translucide. Ces hochets étaient censés appeler les esprits lors des cérémonies Utes et étaient considérés comme de très puissants objets religieux.

## Sources
- Southern Ute Indian Tribe
- Ute Mountain Ute Tribe
- Utah History to Go
- Encyclopedia of North American Indians